# Mario Vázquez Raña
Mario Vázquez Raña (Ciudad de México, 7 de junio de 1932-8 de febrero de 2015) fue un empresario  y dirigente olímpico mexicano. Fue hijo de Venancio Vázquez Álvarez, un gallego que emigró con su mujer y sus hijos desde Orense a México en 1928, donde regentó un pequeño almacén en un barrio de la capital mexicana.
Era Licenciado en Administración de Empresas por la Universidad Nacional Autónoma de México. Comenzó trabajando junto a su padre, pero pronto su pequeño negocio se convirtió en una tienda de considerables dimensiones, luego conocida como Almacenes Hermanos Vázquez, cuyo consejo de dirección presidió entre 1960 y 1980.

## Puestos ocupados
- Fue presidente de Almacenes Hermanos Vázquez de 1960 a 1980.[1]
- Fue dueño de Organización Editorial Mexicana que edita los periódicos El Sol, Esto y La Prensa.
- Fue Miembro del Comité Olímpico Internacional de 2000 a 2012.
- Fue presidente del Comité Olímpico Mexicano de 1974 a 2001.
- Fue presidente de la Organización Deportiva Panamericana desde 1975 y reelecto hasta 2016.
- Fue presidente de la Asociación de Comités Olímpicos Nacionales de 1979 a 2012.
- Fue presidente de la Comisión para la Solidaridad Olímpica de 2002 a 2012.

## Premios y reconocimientos
- Recibió la medalla de Plata de la Orden Olímpica en 1978.
- Fue nombrado Oficial de la Legión de Honor de la República Francesa en 2006.

## Controversias
El 5 de abril de 2008, Vázquez Raña recibió atención en la prensa internacional tras decir que "el Tíbet es un problema chino, y no tiene relevancia para los juegos olímpicos".
En mayo del 2012, Vázquez Raña volvió a ser mencionado en los medios de comunicación tras acusaciones de que la Organización Editorial Mexicana manipuló artículos a favor del candidato presidencial Enrique Peña Nieto. 
El 11 de mayo de 2012, Enrique Peña Nieto fue abucheado por estudiantes al entrar a la Universidad Iberoamericana en el Distrito Federal para dar un discurso de campaña. Varios diarios de la Organización Editorial Mexicana repitieron el mismo encabezado "Éxito de Peña Nieto tras intento orquestrado de boicot". El evento en sí y la manipulación mediática a manos de los periódicos controlados por Vázquez Raña fueron mencionados en las semanas siguientes por medios de comunicación independientes.
La portada que mostraba triunfal a Peña, quien en realidad huyó del lugar, motivó el enojo de los estudiantes de la mencionada institución a través de un video con 131 estudiantes identificándose con sus credenciales, manifestándose ante tal manipulación informativa. Posteriormente, esto dio inicio al movimiento estudiantil-popular conocido como Yo soy 132.